# A-League 2005-2006
La A-League 2005-2006 fu l'edizione inaugurale della A-League, una competizione per club di calcio in Australia. Dopo oltre 12 mesi senza una competizione nazionale per club professionistici, la prima partita di A-League fu giocata il 26 agosto 2005. La competizione era strutturata in un girone all'italiana in cui le squadre si affrontavano per tre volte prima di un turno di playoff per il titolo in cui si affrontavano le prime quattro squadre.
La prima finale di A-League ebbe luogo il 5 marzo 2006, e vide il Sydney Football Club diventare il primo campione, dopo aver battuto il Central Coast Mariners per 1-0. L'Adelaide United, invece, chiuse la stagione regolare al primo posto in classifica.

## Squadre partecipanti
Tra i partecipanti dell'A-League, quattro venivano dalla National Soccer League (1977–2004): Perth Glory (fondato nel 1995), New Zealand Knights Football Club (1999), Newcastle Jets (2000) e Adelaide United (2003). I New Zealand Knights si erano iscritti precedentemente alla NSL col nome di Auckland Football Kingz, ma andarono incontro a una profonda ristrutturazione ed ebbero una rosa molto diversa. Il Queensland Roar aveva partecipato in precedenza alla NSL tra 1977 e il 1988 e aveva partecipato alla Queensland State League da allora col nome di Brisbane Lions, ma non c'è alcuna relazione con la squadra dell'AFL, con cui condivide il nome.
| Squadra           | Città          | Stadio                           |
| ----------------- | -------------- | -------------------------------- |
| Adelaide Utd      | Adelaide, SA   | Hindmarsh Stadium (17.000)       |
| C.C. Mariners     | Gosford, NSW   | Bluetongue Stadium (20.119)      |
| Melbourne Victory | Melbourne, VIC | Olympic Park Stadium (18.500)    |
| Newcastle Jets    | Newcastle, NSW | EnergyAustralia Stadium (26.164) |
| NZL Knights       | Auckland, NZ   | North Harbour Stadium (25,000)   |
| Perth Glory       | Perth, WA      | Members Equity Stadium (18.156)  |
| Queensland Roar   | Brisbane, Qld  | Suncorp Stadium (52.500)         |
| Sydney FC         | Sydney, NSW    | Aussie Stadium (42.000)          |

## Classifica finale
| Pos. | Squadra           | Pt | G  | V  | N | P  | GF | GS | DR  |
| ---- | ----------------- | -- | -- | -- | - | -- | -- | -- | --- |
| 1.   | Adelaide Utd      | 43 | 21 | 13 | 4 | 4  | 35 | 25 | +10 |
| 2.   | Sydney FC         | 36 | 21 | 10 | 6 | 5  | 35 | 28 | +7  |
| 3.   | C.C. Mariners     | 32 | 21 | 8  | 8 | 5  | 33 | 28 | +5  |
| 4.   | Newcastle Jets    | 31 | 21 | 9  | 4 | 8  | 27 | 29 | -2  |
| 5.   | Perth Glory       | 29 | 21 | 8  | 5 | 8  | 34 | 29 | +5  |
| 6.   | Queensland Roar   | 28 | 21 | 7  | 7 | 7  | 27 | 22 | +5  |
| 7.   | Melbourne Victory | 26 | 21 | 7  | 5 | 9  | 26 | 24 | +2  |
| 8.   | NZL Knights       | 6  | 21 | 1  | 3 | 17 | 15 | 47 | -32 |

Legenda:

      Ammessa alla AFC Champions League 2007
      Ammessa alla AFC Champions League 2007
      Ammesse alle Finals Series

Note:

Tre punti a vittoria, uno a pareggio, zero a sconfitta.

## Fase finale

### Semifinali
| 10 febbraio 2006 | Newcastle Jets | 0 – 1 | C.C. Mariners |  |

| 12 febbraio 2006 | Adelaide Utd | 2 – 2 | Sydney FC |  |

| 17 febbraio 2006 | C.C. Mariners | 1 – 1 | Newcastle Jets |  |

| 19 febbraio 2006 | Sydney FC | 2 – 1 | Adelaide Utd |  |

### Finale preliminare
| 26 febbraio 2006 | Adelaide Utd | 0 – 1 | C.C. Mariners |  |

### Finalissima
| 5 marzo 2006 | Sydney FC | 1 – 0 | C.C. Mariners |  |